# Список керівників держав 1070 року
Список керівників держав 1069 року — 1070 рік — Список керівників держав 1071 року — Список керівників держав за роками

## Азія

### Західна Азія
- Аббасидський халіфат — халіф Аль-Каїм Біамріллах (1031—1075)

Ємен —
- Наджахіди — амір Саїд бін Наджах (бл. 1060—1088)
- Сулайхіди — емір Аль-Мукаррам Ахмад (бл. 1067—1086)

Кавказ
- Вірменія:
  - Сюнікське царство — цар Григор I Ашотян (1051—1072)
  - Ташир-Дзорагетське царство — цар Кюріке (Гурген) II (1048—1089)
- Грузія — цар Баграт IV (1027—1072)
  - Тбіліський емірат — емір Фалдун (1068—1080)
  - Кахетія — цар Агсартан I (1058—1084)
- Дербентський емірат — емір Адулмалік III ібн Лашкарі (1065—1075)
- Держава Ширваншахів — ширваншах Фарібурз I ібн Саллар (1063—1096)
- Шеддадіди (Гянджинський емірат) — емір Фадл II ібн Шавур (1067—1073)

### Центральна Азія
- Газнійська держава (Афганістан) — султан Ібрагім (1059—1099)
- Гуріди — малік Мухаммад ібн Аббас (1060—1080)
- Персія
  - Баванді (Табаристан) — Карін II, іспахбад (1057—1074)
  - Раввадіди — емір Мамлан II (1054—1071)
- Середня Азія
  - Східно-Караханідське ханство — хан Махмуд (1059—1074)
  - Західно-Караханідське ханство — хан Шамс аль мульк (1068—1080)
- Сельджуцька імперія — великий султан Алп-Арслан (1063—1072)
  - Керманський султанат — Кавурд-бек, султан (1048—1073)
- Західна Ся — імператор Хуейзун (Лі Бінчан) (1067—1086)

### Південна Азія
- Індія
  - Венгі— Східні Чалук'я — магараджа Віджаядітья VI (1031—1035, 1061—1075); Раджендра Кулоттунга I (1061—1076)
  - Західні Чалук'я — Бхуванакамалла Сомешвара II, махараджа (1068—1077)
  - Держава Хойсалів — перманаді Вінаядітья (1047—1098)
  - Династія Сена — Хеманта Сена, раджа (1070—1096)
  - Імперія Пала — магараджа Віграхапала III (1055—1070); Махіпала II (1070—1075)
  - Качарі — цар Прабхакар (1040—1070)
  - Кашмір — цар Калаша (1063—1089)
  - Орісса — магараджа Янмежайя II (1065—1080)
  - Парамара (Малава) — магараджа Удаядітья (1068/1069 — 1087)
  - Соланка — раджа Карнадева I (1063—1093)
  - Чандела — раджа Кіртіварман (1060—1100)
  - Держава Чера — магараджа Раві Варман III (1043—1082)
  - Чола — магараджа Вірараджендра (1063—1070); Адхіраджендра (1070); Раджендра Кулоттунга I (1070—1120)
  - Ядави (Сеунадеша) — магараджа Сеуначандра II (1060—1085)
- Шрі-Ланка
  - Полоннарува — Війябаху I, цар (1056—1110)

### Південно-Східна Азія
- Кхмерська імперія — імператор Харшаварман III (1066—1080)
- Дайков'єт — імператор Лі Тхань Тонг (1054—1072)
- Далі (держава) — король Дуань Сілянь (1044—1075)
- Паган — король Аноратха (1044—1078)
- Індонезія
  - Сунда — магараджа Ланглангбхумі (1064—1154)

### Східна Азія
- Ляо — імператор Дао-цзун (1055—1101)
- Японія — Імператор Ґо-Сандзьо (1068—1073)
- Китай (Імперія Сун) — імператор Шень-цзун (Чжао Сюй) (1067—1085)
- Корея
  - Корьо — ван Мунджон (1046—1083)

## Африка
- Альморавіди — імам Абу Бакр (бл. 1059—1087); Юсуф ібн Ташфін (1061—1086)
- Гана — цар Менін (1062—1076)
- Аксум (Ефіопія) — імператор Ємрехана Крест (1039—1079)
- Зіріди — емір Тамім Абу Йахья ібн аль-Муїзз (1062—1108)
- Імперія Гао — дья Кайна Тья-Ньомбо (бл. 1040 — бл. 1070); Тіб (бл. 1070 — бл. 1080)
- Мукурра — цар Георгій III (бл. 1030 — бл. 1080)
- Фатімідський халіфат — халіф Маад аль-Мустансир Біллах (1036—1094)
- Канем — маї Аркі (1035—1077)
- Хаммадіди — султан Насір ібн Альнас (1062—1088)

## Європа

### Британські острови
- Шотландія — король Малькольм III (1058—1093)
- Англія — король Вільгельм I Завойовник (1066—1087)
- Уельс:
  - Гвент — король Кадуган ап Мейріг (1063—1074)
  - Гвінед — король Бледін ап Кінвін (1063—1075)
  - Глівісінг — Гургант ап Ітел, король (1033—1070)
  - Дехейбарт — король Маредід ап Оуайн ап Едвін (1063—1072)
  - Королівство Повіс — король Ріваллон ап Кінвін (1063—1070); Бледін ап Кінвін (1070—1075)

### Північна Європа
- Данія — король Свен II Естрідсен (1047—1074)
- Ірландія — верховний король Діармайт мак Маел-на-м-Бо, (1064—1072)
  - Айлех — король Аед мак Нейлл (1068—1083)
  - Дублін — король Мурхад мак Діармата (1052—1070)
  - Коннахт — король Аед V (1067—1087)
  - Лейнстер — король Діармайт мак Маел-на-м-Бо (1042—1072)
  - Міде — король Конхобар Уа Маел Сехлайнн (1030—1073)
  - Мунстер — король Тойрделбах Ва Бріайн (1064—1086)
  - Ольстер — король Ку Улад Уа Флайхрі (1065—1071)
- Норвегія — король Олаф III Тихий (1067—1093)
- Швеція — король Гальстен (1067—1070, 1079—1084)

### Франція
король Франції Філіп I (1060—1108)
- Аквітанія — герцог Гійом VIII (1058—1086)
- Ангулем — граф Фульк I (1048—1087)
- Анжу — граф Фульк IV Решен (1068—1109)
- Бретань — герцог Хоель II (1066—1084)
- Бургундія (герцогство) — Роберт I, герцог (1032—1076)
- Бургундія (графство) — граф Гійом I Великий, пфальцграф (1057—1087)
- Вермандуа — граф Герберт IV, граф (1045—1080)
- Макон — граф Ґі II (1065—1078)
- Мо і Труа — граф Тібо I (Тібо III де Блуа) (1066—1089)
- Мен — граф Гуго V (1069—1096)
- Невер — граф Гійом I (1040—1083)
- Нормандія — герцог Вільгельм I Завойовник (1035—1087)
- Овернь — граф Роберт II (бл. 1064 — бл. 1096)
- Руссільйон — граф Госфред II (1013—1074)
- Тулуза — граф Гільом IV (1060—1094)
- Шалон — граф Гуго II (1065—1079)
- Фландрія — граф Бодуен VI Монс (1067—1070); Арнульф III (1070—1071)

### Священна Римська імперія
Імператор Генріх IV (1056—1084)
- Баварія — герцог Оттон Нортхеймський (1061 — 1070); Вельф I (1070 — 1077, 1096 — 1101)
- Саксонія — герцог Ордульф (1059—1072)
- Швабія — герцог Рудольф (1057—1079)
- Австрійська (Східна) марка — маркграф Ернст (1055—1075)
- Каринтія — герцог Бертольд I (1061 — 1073)
- Лувен — граф Генріх II (1062 — 1078)
- Лужицька (Саксонська Східна) марка — маркграф Деді I (1046—1069, 1069—1075)
- Монферрат — Оттоне II, маркграф (1044—1084)
- Мейсенська марка — маркграф Екберт II (1068 — 1076, 1076 — 1089)
- Північна марка — маркграф Лотар Удо II (1057—1082)
- Сполето — герцог Готфрід II (1069 — 1076)
- Тосканська марка — маркграф Готфрід II Горбань (1069 — 1076)
- Богемія (Чехія) — князь Вратислав II (1061 — 1086)
  - Брненське князівство — Конрад I, князь (1061 — 1092)
  - Оломоуцьке князівство — Ота I, князь (1061 — 1087)
- Штирія (Карантанська марка) — маркграф Адальберо II (1064 — 1082)
- Рейнский Пфальц — Герман II, пфальцграф (1060 — 1085)
  - Герман II, пфальцграф (1060—1085)
- Верхня Лотарингія — герцог Гергард I (1048—1070)
- Нижня Лотарингія — герцог Готфрід III Горбань (1069 — 1076)
- Ено (Геннегау) — граф Бодуен I Монс (1051—1070)
- Намюр (графство) — граф Альберт III (бл. 1063 — 1102)
- Люксембург — граф Конрад I (1059—1086)
- Голландія — граф Дірк V (1061 — 1091)
- Прованс —
  - граф  Бертран II (бл. 1062 — бл. 1093); Бертран I (1063 — 1081)
- Савоя — граф П'єр I (1060—1078)

### ЦентральнатаСхідна Європа
- Польща — князь Болеслав II Хоробрий, князь (1058—1076)
  - Померанія — Святобор, князь (бл. 1060—1106)
- Рашка (Сербія) — Петрислав, князь (бл. 1060 — 1083)
  - Дукля (князівство) — жупан Михайло Воїславович (1052—1077)
- Угорщина — король Шаламон (1063 — 1074)
- Хорватія — король Петар Крешимир IV (1058—1074)
- Київська Русь — великий князь Ізяслав Ярославич (1054—1068, 1069—1073, 1077—1078)
  - Волинське князівство — князь Ярополк Ізяславич (1069—1073)
  - Новгородське князівство — князь Гліб Святославич, князь (1067, 1069 — 1073, 1077 — 1078)
  - Переяславське князівство — Всеволод Ярославич, князь (1054—1073)
  - Полоцьке князівство — князь Всеслав Брячиславич (1044—1068, 1071—1101)
  - Тмутараканське князівство —  князь Роман Святославич (1069 — 1079) князь
  - Чернігівське князівство — Святослав Ярославич, князь (1054—1073)

### Іспанія,Португалія
- Ампуріас — граф Понс I (1040 — бл. 1078)
- Барселона — граф Рамон Беренгер I Старий (1035—1076)
- Безалу — граф Бернардо II (1066 — 1085)
- Гранада (тайфа) — емір Бадіс бен Хаббус (1038 — 1073)
- Конфлан і Серданья — граф Гійом I Рамон (1068 — 1095)
- Леон — король Альфонсо VI Мужній (1065 — 1072)
- Наварра (Памплона) — король Санчо IV (1054—1076)
- Пальярс Верхній — граф Артау (Артальдо) I (бл. 1049—1081)
- Пальярс Нижній — граф Рамон IV (V) (бл. 1047 — бл. 1098)
- Уржель — граф Ерменгол IV (1065 — 1092)
- Кордова (тайфа) — емір Абд аль-Малік (1064 - 1070); в 1070 році завойована тайфою Севілья
- Севілья (тайфа) - Аль-Мутамід ібн Аббад, емір (1069 - 1091)
- Толедо (тайфа) - Ях'я I аль Мамун, емір (бл. 1043 - 1075)
- Португалія — граф Нуньо II Мендес (1050—1071)

### Італія
- Аверса — Річард I, граф (1049—1078)
- Амальфі — герцог  Сергій III (1069 — 1073)
- Апулія і Калабрія — Роберт Гвіскар, герцог (1059—1085)
- Венеційська республіка — дож Доменіко I Контаріні (1043—1071)
- Князівство Беневентське — князь Ландульф VI (1059—1077); Пандульф IV (1059—1074)
- Капуя — князь Річард I (1058—1078)
- Салерно — князь Гізульф II (1052—1077)
- Неаполітанський герцогство — герцог Сергій V (1042—1082)
- Папська держава — папа римський Олександр II (1061 — 1073); Гонорій II (антипапа) (1061 — 1072)

### Візантійська імперія
- Візантійська імперія — імператор Роман IV Діоген (1067 — 1071)